# Tour Louise
Der Tour Louise, oder auch Louizatoren (deutsch Louisa-Turm) ist ein Hochhaus in der belgischen Hauptstadt Brüssel. Es steht etwas abseits der Innenstadt an der Avenue Louise/Louizalaan. Zusammen mit dem Blue Tower und dem IT Tower (ehemals Tour ITT) ist es eines von drei Hochhäusern, die im Laufe der 1960er und 1970er Jahre in dieser Gegend gebaut wurden. Mit seinen 84 Metern, die sich auf 24 Etagen verteilen, zählt es zu den höchsten Gebäuden der Stadt und des Landes.
Das Gebäude wurde von 1964 bis 1966 erbaut und war somit eines der ersten Hochhäuser, die eine Höhe von 80 Meteren überschritten. Es ist von dem Versicherungsunternehmen Generali gemietet.